# العلاقات البنمية الفانواتية
العلاقات البنمية الفانواتية هي العلاقات الثنائية التي تجمع بين بنما وفانواتو.

## مقارنة بين البلدين
هذه مقارنة عامة ومرجعية للدولتين:
| وجه المقارنة                                              | بنما                      | فانواتو                                  |
| --------------------------------------------------------- | ------------------------- | ---------------------------------------- |
| المساحة (كم2)                                             | 74.18 ألف                 | 12.19 ألف                                |
| عدد السكان (نسمة)                                         | 4.10 مليون                | 276.24 ألف                               |
| الكثافة السكانية (ن./كم²)                                 | 55.27                     | 22.66                                    |
| العاصمة                                                   | بنما                      | بورت فيلا                                |
| اللغة الرسمية                                             | اللغة الإسبانية           | اللغة البسلاما، لغة فرنسية، لغة إنجليزية |
| العملة                                                    | بالبوا بنمي، دولار أمريكي | فاتو فانواتي                             |
| الناتج المحلي الإجمالي (بليون دولار)                      | 61.84 مليار               | 862.88 مليون                             |
| الناتج المحلي الإجمالي (تعادل القوة الشرائية) بليون دولار | 87.37 مليار               | 790.76 مليون                             |
| الناتج المحلي الإجمالي الاسمي للفرد دولار أمريكي          | 13.27 ألف                 | 2.81 ألف                                 |
| الناتج المحلي الإجمالي للفرد دولار أمريكي                 | 20.89 ألف                 | 3.03 ألف                                 |
| مؤشر التنمية البشرية                                      | 0.780                     | 0.594                                    |
| رمز المكالمات الدولي                                      | +507                      | +678                                     |
| رمز الإنترنت                                              | .pa                       | .vu                                      |
| المنطقة الزمنية                                           | 00                        | ت ع م+11:00                              |

## منظمات دولية مشتركة
يشترك البلدان في عضوية مجموعة من المنظمات الدولية، منها:
| علم المنظمة | اسم المنظمة                        | تاريخ انضمام بنما | تاريخ انضمام فانواتو |
| ----------- | ---------------------------------- | ----------------- | -------------------- |
|             | يونسكو                             | 10 يناير 1950     | 10 فبراير 1994       |
|             | مؤسسة التمويل الدولية              | 20 يوليو 1956     | 28 سبتمبر 1981       |
|             | منظمة حظر الأسلحة الكيميائية       | ?                 | ?                    |
|             | مؤسسة التنمية الدولية              | 1 سبتمبر 1961     | 28 سبتمبر 1981       |
|             | منظمة التجارة العالمية             | ?                 | ?                    |
|             | وكالة ضمان الاستثمار متعدد الأطراف | 21 فبراير 1997    | 27 يوليو 1988        |
|             | الاتحاد البريدي العالمي            | ?                 | ?                    |
|             | الاتحاد الدولي للاتصالات           | 14 يوليو 1914     | 30 مارس 1988         |
|             | الأمم المتحدة                      | 13 نوفمبر 1945    | 15 سبتمبر 1981       |
|             | البنك الدولي للإنشاء والتعمير      | 14 مارس 1946      | 28 سبتمبر 1981       |

## وصلات خارجية
- موقع وزارة الخارجية البنمية